# Westin Hotels & Resorts
La Westin Hotels & Resorts è una catena alberghiera americana di lusso di proprietà della Marriott International. Il 31 dicembre 2018 il marchio Westin possedeva 223 hotel con 82 153 camere in più paesi.

## Western Hotels
Nel 1930, i proprietari di hotel Severt W. Thurston e Frank Dupar si incontrarono inaspettatamente durante la colazione nella caffetteria del Commercial Hotel di Yakima, a Washington, dove decisero di costituire una società di gestione per coordinare tutte le loro proprietà e far fronte agli effetti paralizzanti della Grande depressione allora in corso. Gli uomini invitarono Peter e Adolph Schmidt, che gestivano cinque hotel nell'area di Puget Sound, a unirsi a loro e insieme fondarono la Western Hotels.  La catena consisteva allora di 17 proprietà - 16 a Washington e una a Boise, nell'Idaho.
Western Hotels si espanse a Vancouver, nella Columbia Britannica e Portland, nell'Oregon nel 1931, in Alaska nel 1939, e poi in California nel 1941, assumendo la gestione del Sir Francis Drake Hotel il giorno dopo l'attentato a Pearl Harbor. All'inizio degli anni '50, Western aveva anche proprietà nel Montana e nello Utah.
Western si espanse alle Hawaii nel 1956, con l'acquisizione dell'Hawaiian Village Hotel da Henry John Kaiser.
Nei primi anni di gestione ogni proprietà si sviluppò individualmente. Dopo oltre due decenni di rapida crescita, molte delle sue proprietà sono state fuse in un'unica struttura aziendale nel 1958, concentrandosi sul riunire gli hotel sotto un'identità comune a tutta la catena. Sempre nel 1958, Western Hotels assunse la gestione di tre hotel in Guatemala, che furono quindi le sue prime proprietà al di fuori degli Stati Uniti e del Canada. Nel 1961 venne aperto il primo hotel in Messico. Nel marzo dello stesso anno aprirono il primo hotel costruito e di proprietà della catena, The Bayshore Inn a Vancouver.
Edward Carlson divenne presidente della catena nel 1960 ed ebbe il merito di aver portato l'Expo 1962 secolo a Seattle.  Lo schizzo di Carlson su una torre con un ristorante girevole in cima, ispirato dalla sua visita alla Torre della televisione di Stoccarda fu l'origine dello Space Needle. La catena gestì il ristorante in cima allo Space Needle dalla sua apertura fino al 1982. Western Hotels gestì inoltre anche un hotel galleggiante a bordo del transatlantico QSMV Dominion Monarch, attraccato nel porto di Seattle durante la manifestazione.

## Western International Hotels
La società fu ribattezzata Western International Hotels nel gennaio del 1963, per riflettere la sua crescita al di fuori degli Stati Uniti. Nello stesso anno, la società divenne pubblica.
Dal 1º novembre 1965 al 1970, Western International ebbe un accordo con Hotel Corporation of America (oggi nota come Sonesta), in base al quale tutti i 72 hotel delle due catene furono commercializzati congiuntamente come HCA e Western Hotels.Template:Deep link needed
Dal 1968 al 1973, Western International ebbe un simile accordo di marketing congiunto con Trust House Hotels, con sede nel Regno Unito.
Nel 1970 Western International fu acquisita da UAL Corporation, con Edward Carlson che divenne presidente e CEO di UAL, Inc e United Airlines.
Western International ha acquistato l'iconico Hotel Plaza di New York nel 1975 per 25 milioni di dollari.

## Westin Hotels
Il 5 gennaio 1981, la società cambiò di nuovo il nome in Westin Hotels (una contrazione delle parole Western International). Il Washington Plaza Hotel, il fiore all'occhiello della catena, a Seattle, è stato il primo albergo della catena a essere rinominato, diventando The Westin Hotel il 1º settembre 1981. Nello stesso anno, Westin aprì una nuova sede aziendale direttamente dall'altra parte della strada nel Westin Building, che condivideva un garage con l'hotel.
Nel 1987, il presidente della UAL Richard Ferris annunciò un piano per riorganizzare la UAL come Allegis Corporation, un conglomerato di viaggi basato su United Airlines, Hertz Rent a Car, Hilton Hotels e Westin e collegato da Apollo. Questa strategia fallì, tuttavia, e Westin fu venduta nel 1988 ad Aoki Corporation in Giappone.
Nel 1994 Aoki ha venduto Westin a Starwood Capital, società di investimento immobiliare e società madre di Starwood Lodging, e Goldman Sachs, una banca di investimento. Nel 1998 Starwood assunse la piena proprietà dell'azienda.
Westin afferma di essere stata la prima catena di hotel a introdurre carte di credito per gli ospiti (nel 1946), servizio in camera 24 ore su 24 (1969) e posta vocale personale in ogni camera (1991).

## XXI secolo
All'inizio del XXI secolo, Westin si concentrò sull'espansione globale. Dal 2005, il numero di hotel è cresciuto da 120 sedi in 24 paesi a oltre 192 sedi in 37 paesi a partire dal 2013.
Westin commercializza alcuni servizi disponibili nelle sue proprietà al pubblico con il marchio Heavenly. Nel 2005, Westin è diventata la prima compagnia alberghiera a ottenere una presenza nei negozi al dettaglio nazionali quando Nordstrom ha iniziato a trasportare il quando Nordstrom iniziò a trasportare la linea Heavenly Bed in oltre 60 negozi.
Westin ha rinnovato la sua partnership con United Airlines nel 2008. United ha iniziato a offrire cuscini e coperte della linea Heavenly Bed di Westin su alcune rotte di servizio premium tra New York City e la California, nonché decorazioni e profumi Westin in alcune lounge del Red Carpet Club. Questi servizi sono stati interrotti in seguito alla fusione con Continental Airlines. A partire dal 2013, Delta Air Lines ha avviato una vasta collaborazione con Westin e Starwood Hotels, che includeva l'aggiunta della biancheria da letto celeste Westin Heavenly a tutti i posti Delta One sui voli internazionali e transcontinentali.
Nel 2016, la Marriott International ha acquisito Starwood, diventando la più grande compagnia alberghiera del mondo. Marriott ha completato l'acquisizione di Starwood Hotels and Resorts il 23 settembre 2016 per 13 miliardi di dollari.